# Promenade des sculptures de Kotka
La Promenade des sculptures (en finnois : Kotkan veistospuisto ou veistospromenadi) est une exposition de sculptures dans le centre de Kotka en Finlande.

## Description
L'exposition est située dans l'île de Kotkansaari. 
Les premières œuvres sont érigées en 2000 sur le boulevard Lehmusbulevardi, depuis l’exposition s'est étendue dans les parcs et les rues avoisinantes: le parc Toivo Pekkanen, le parc de Haukkavuori, la rue Kauppakatu et le  Parc de Sibelius,.
En 2010, la municipalité consacre un budget annuel de 30 000 euros au développement du parc.

## Œuvres exposées
| Auteur               | Statues et monuments mémoriaux               | Année | Sources |
| -------------------- | -------------------------------------------- | ----- | ------- |
| Birthe Marie Løveid  | Portti                                       | 2000  | [ 4 ]   |
| Tapio Junno          | Aurinkoon katsoja                            | 2001  |         |
| Jaakko Pernu         | Hyrrä                                        | 2001  | [ 6 ]   |
| Matti Peltokangas    | Tarrautuminen                                | 2002  |         |
| Matti Nurminen       | Vaikea portti                                | 2002  |         |
| Olavi Lanu           | Lepäävä pajutyttö                            | 2002  |         |
| Kain Tapper          | Pylväs                                       | 2004  |         |
| Kimmo Schroderus     | Vello                                        | 2004  |         |
| Kimmo Pyykkö         | Matkalla                                     | 2005  |         |
| Federico Assler      | Elinvoimainen läsnäolo                       | 2005  |         |
| Olavi Mantere        | Ovidiuksen tanssi                            | 2005  |         |
| Markku Hirvelä       | Yökulkijat                                   | 2007  |         |
| Hanna Jaanisoo       | Calvus – nuori ukkospilvi                    | 2008  |         |
| Kim Simonsson        | Idoli                                        | 2010  |         |
| Miina Äkkijyrkkä     | Vasikat                                      | 2010  |         |
| Pertti Kukkonen      | Mutkia matkassa                              | 2010  |         |
| Jaakko Pernu         | Pisara meressä                               | 2011  |         |
| Tommi Toija          | Tuulenviemää                                 | 2011  |         |
| Alexander Reichstein | Muodonmuutoksia                              | 2011  |         |
| Pekka Kauhanen       | Öinen impi                                   | 2012  |         |
| Kirsi Kaulanen       | Pylväspyhimykset                             | 2013  | [ 7 ]   |
| Hannu Siren          | Varjo                                        | 2014  | [ 8 ]   |
| Anneli Sipiläinen    | Äiti maan lapset                             | 2014  | [ 8 ]   |
| Virpi Kanto          | Elämän tanssi                                | 2015  |         |
| Eero Hiironen        | Vesitorso, Veden vartija ja Vedestä lähtenyt | 2016  |         |
| Samuli Alonen        | Siivekkäät                                   | 2016  |         |

En octobre 2022, la dernière statue de Lénine du pays (Matti Varik, offerte par l'URSS en 1979), qui se tenait dans la promenade des sculptures, a été retirée en raison des sentiments anti-russes provoqués par la guerre en Ukraine.